# 巴羅本德 (阿拉巴馬州)
巴羅本德（英語：Barlow Bend）是一個位於美國阿拉巴馬州克拉克縣的非建制地區。該地的面積和人口皆未知。

## 地理
巴羅本德的座標為31°27′17″N 87°38′05″W / 31.45472°N 87.63472°W，而該地最高點為海拔高度76米（即249英尺）。